# Moyen perse
Le moyen perse ou pehlevi, pèhlevî ou pahlavi, est une langue iranienne qui était parlée à l'époque sassanide. Elle descend du vieux perse.
Le moyen perse était habituellement écrit en utilisant l'écriture pehlevi. La langue était aussi écrite à l'aide de l'écriture manichéenne par les manichéens de Perse.

## Transition vers le persan moderne
Le descendant du moyen perse est le persan moderne, qui s'en distingue entre autres par l'écriture avec un alphabet différent, l'alphabet perso-arabe, et par de nombreux mots empruntés de l'arabe.
 
Le moyen perse est la langue d'un corpus important de littérature zoroastrienne détaillant la tradition de la religion zoroastrienne, qui était la religion d'État de la Perse sassanide (224 à 650) avant que cette dynastie ne soit vaincue par les armées arabes, qui introduisirent l'Islam.